# Microsoft Lumia 535
Majkrosoft lumia 535 je niskobudžetni pametni telefon razvijen od majkrosoft telefona koji pokreće windows 8.1 operativni sistem i nadogradiv je na windows 10
operativni sistem.Karakteristike telefona su ekran od 5 inča.Opremljen je prednjom kamerom od 5 MP.To je prvi majkrosoftov markiran telefon koji se koristio posle
Nokia telefona.
Maja 16.2015. Majkrosoft je razvio njegovog naslednika,Majkrosoft Lumia 540, sa boljim ekranom i poboljšanom kamerom.

## Odziv
Džim Martin PC savetnik je napisao: „Mi smo fanovi windows telefona 8.1 ali Lumia 535 se nagodila u mnogo oblasti da napravi posao za 100 funti.“
Bolje da odete sa motom motorole klik ili ako želite 4g-dupli klik.
Kejtring Bjurn iz Pregleda eksperta je napisala „Majkrosoft lumia je dobro napravljena, ali sa lošom baterijom i sa ekranom osetljivim na sitan dodir koji vas plaši da ga koristite.“

## Problemi
Od osnivanja, korisnici su detektovali brojne probleme sa ekranom na dodir.Majkrosoft je objavio da su ovi problemi uzrokovani softverskim bagom i objavili su nadogradnju
januara 2015. da bi popravili to.Nova nadogradnja u Martu je delimicno popravila probleme, i korisnici koji su i dalje dozivljavali probleme savetovani su da se obrate Majkrosoft podrska.

## Spoljašnje veze
- How 535 is different from 530